# Klejtos Czarny

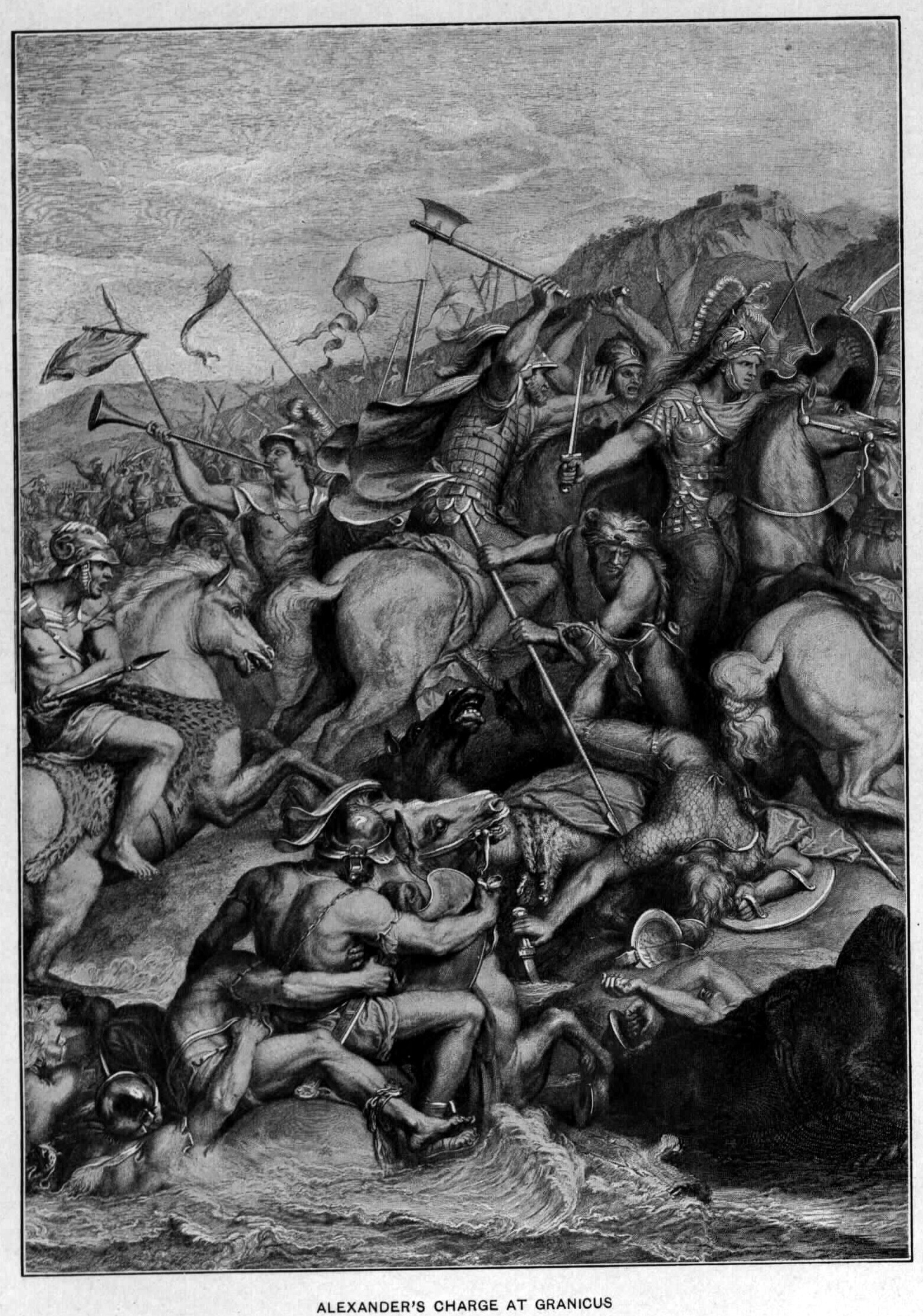
Przedstawienie bitwy nad Granikiem. Klejtos (konno, z toporem w ręku) ratuje Aleksandra.

Klejtos «Czarny» (ur. ok. 375 p.n.e., zm. 328 p.n.e.) – jeden z hetajrów, oficer w macedońskiej armii dowodzonej przez Filipa II Macedońskiego a potem przez Aleksandra Wielkiego. Brat Lanike, mamki Aleksandra, był jednym z najbliższych towarzyszy przyszłego władcy.

## Życiorys
Uczestniczył w kampanii Aleksandra przeciwko Persji. Uratował mu życie podczas bitwy nad Granikiem, gdzie Aleksander, osobiście biorący udział w walce, stoczył wiele pojedynków z perskimi arystokratami; Klejtos odciął rękę satrapie Spitridatesowi, który przygotowywał się do zadania Aleksandrowi ciosu w plecy. Jesienią 330 p.n.e. został dowódcą jednej z dwóch hipparchi (każda po około 500 osób), na jakie podzielono oddział hetajrów, po straceniu jego dotychczasowego dowódcy, Filotasa. W 328 p.n.e. podczas postoju armii macedońskiej w Marakandzie (dzisiejsza Samarkanda) został mianowany satrapą Baktrii w miejsce Irańczyka Artabazosa.

## Śmierć
Podczas uczty królewskiej zorganizowanej późnym latem lub jesienią 328 roku w Marakandzie, doszło do ekskalacji napięć, jakie powstały w korpusie oficerskim i dworze Aleksandra na skutek przyjmowania przez władcę części wschodnich obyczajów. Klejtosa rozzłościły rozmowy, w których wywyższano Aleksandra nad Filipa i herosów, a także drwiny z Macedończyków pokonanych niedawno przez Sogdyjczyków. Zaczął bronić Filipa, zarzucił Aleksandrowi, że wyrzekł się ojca, że zasługi młodego króla są dziełem ogółu Macedończyków, nie omieszkał też zaprotestować przeciwko orientalizacji dworu władcy i obecności na nim licznych Medów i Persów. Rozzłoszczony Aleksander próbował rzucić się na Klejtosa, jednak strażnicy i oficerowie starali się powstrzymać władcę i przemówić mu do rozsądku, na co ten zareagował oskarżeniami, że został zdradzony. Klejtos został wyprowadzony z sali, ale wrócił i ostatecznie rozsierdził Aleksandra cytatem z Andromachy Eurypidesa: "Biada! Co za złe rządy w Helladzie", na co król wyrwał włócznię jednemu z żołnierzy i przebił nią Klejtosa. Później, w wyniku udawanego bądź prawdziwego napadu wyrzutów sumienia, sam próbował pozbawić się życia, a potem zamknął się w swym namiocie na 3 dni bez jedzenia i picia. Do porzucenia żałoby przekonał go dopiero filozof Anaksarchos z Abdery, argumentując, że wszystkie czyny Aleksandra, tak jak Zeusa, są z definicji słuszne. Aby formalnie usprawiedliwić postępek króla, martwy Klejtos został zaocznie skazany na śmierć za zdradę stanu. Satrapię Baktrii powierzono Amyntasowi, synowi Nikolaosa.